# Birgit Sadolin
Birgit Sadolin, född Birgit Bodil Møller-Petersen 10 oktober 1933 i Hellerup, Gentofte kommun, är en dansk skådespelerska.

## Utmärkelser
Sadolin  vann Bodilpriset för bästa kvinnliga huvudroll för Tre piger fra Jylland 1957.

## Rollista i urval
- 1955 – Amor i fara
- 1955 – Tre piger fra Jylland
- 1966 – En så'n härlig natt
- 1966 – Vår fantastiska dadda
- 1974 – 19 röda rosor
- 1976 – Snuten som rensade upp
- 1978 – Släkten
- 1979 – Johnny Larsen
- 1982 – Otto är en noshörning
- 1989 – Dansen med Regitze